# Sutera subspicata
Sutera subspicata är en flenörtsväxtart som först beskrevs av George Bentham, och fick sitt nu gällande namn av Carl Ernst Otto Kuntze. Sutera subspicata ingår i släktet snöflingor, och familjen flenörtsväxter. Inga underarter finns listade i Catalogue of Life.